# 米茲
麥可·喬治里·麥克·米茲安恩（英語：Michael Gregory Mike Mizanin，1980年10月8日—）又稱米茲（英語：The Miz），是美國職業摔角選手，目前受聘於世界摔角娛樂（WWE），並在Raw品牌亮相。
在米茲的摔角事業中，米茲已經達成世界摔角娛樂三冠王成就。在WWE中，米茲是二次WWE冠軍、八次WWE洲際冠軍、二次WWE美國冠軍、三次WWE雙打冠軍（分別與約翰·希南、Big Show和約翰·莫里森）、二次世界雙打冠軍（分別與Big Show和約翰·莫里森）、1次公事包大戰冠軍（2010年）和2次的WWE SmackDown雙打冠軍（分別與辛恩·麥馬漢和約翰·莫里森）。
在2017摔角狂熱後，米茲被洗牌到Raw，並在極限規則拿下第7次WWE洲際冠軍，同時還從NXT中拉了波·達勒斯、柯爾提斯·艾克賽爾當他的跟班；不過在同年的11月20日，米茲成為羅曼·瑞恩斯達成大滿貫的墊腳石。
2018年1月22日，米茲以贏回讓出9周的洲際冠軍(第8次)，慶祝Raw25周年慶；但在2018年摔角狂熱上的洲際冠均三方威脅戰中，米茲與Finn Balor都吃了賽特·羅林斯的Curb Stomp，再度成為對手達成大滿貫的最後一哩路。而在2018年的洗牌中，米茲被洗到WWE SmackDown去，不同的是，沒有帶波·達勒斯、柯爾提斯·艾克賽爾兩人（兩人留在WWE Raw）。

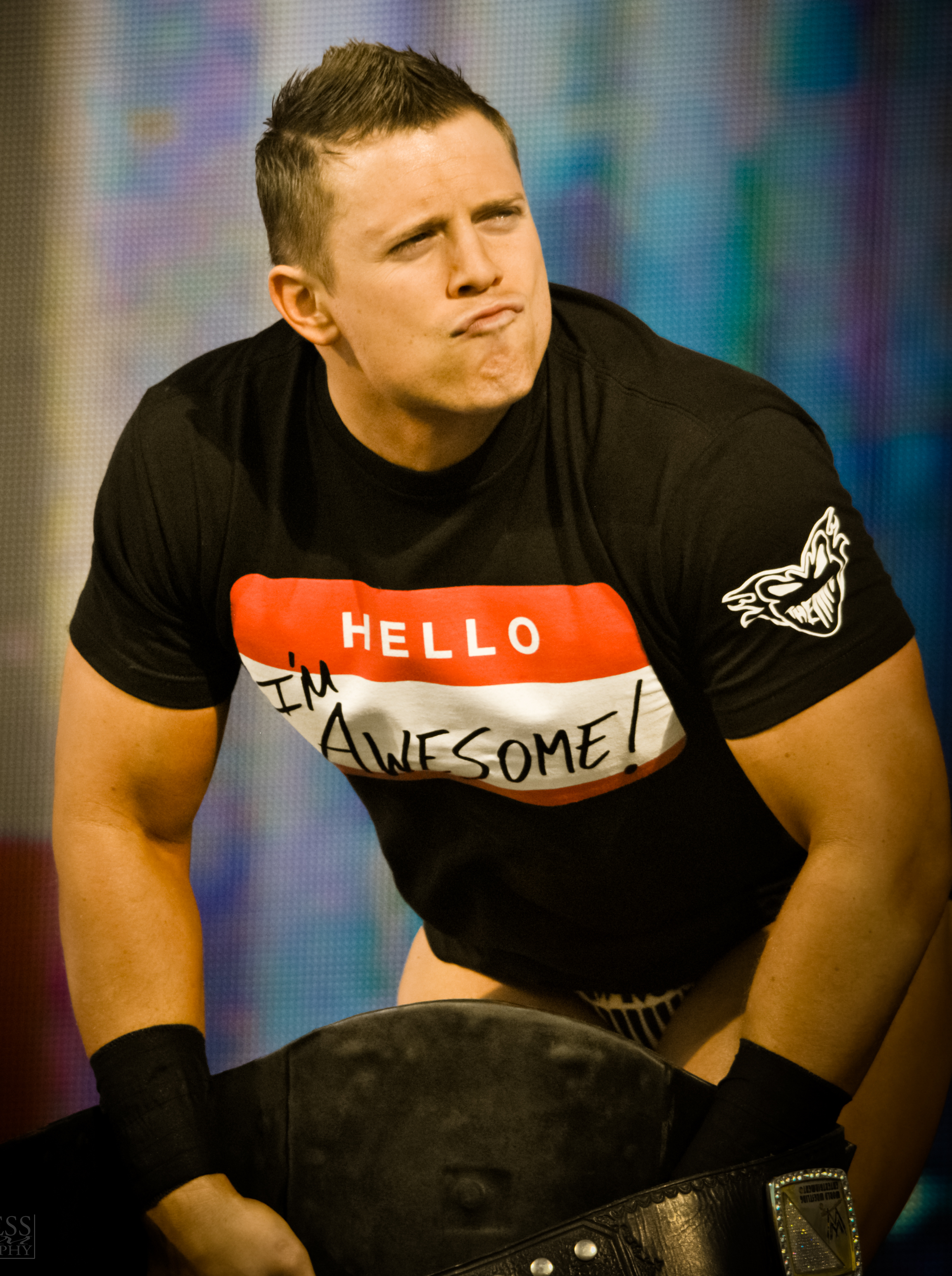
米茲的招牌姿勢二

## 外部連結
- 米茲在互联网电影资料库（IMDb）上的資料（英文）
- 米茲的X（前Twitter）（英文）